# Jon Ola Sand

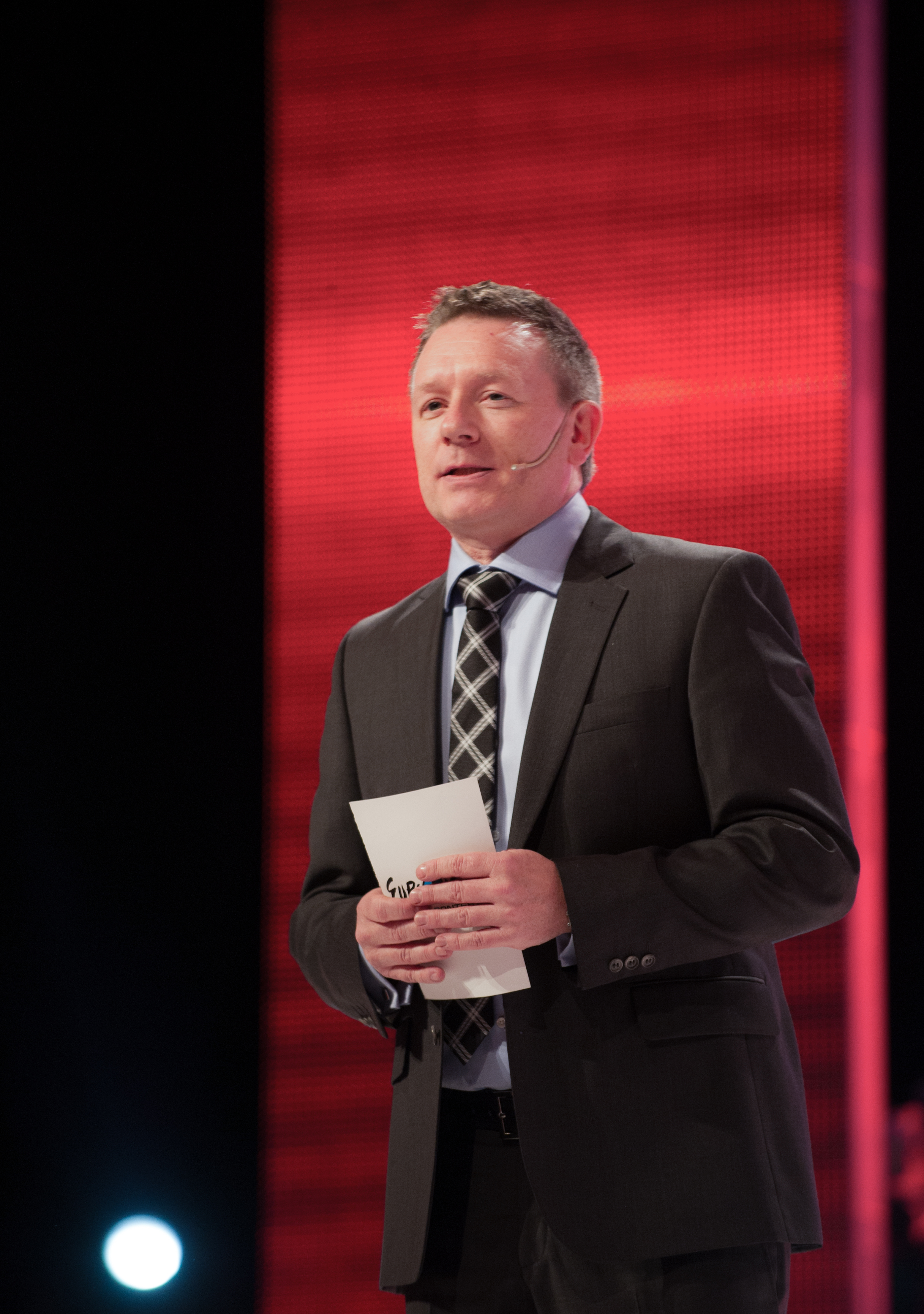
Jon Ola Sand in Baku

Jon Ola Sand (* 21. Dezember 1961 in Oslo) ist ein norwegischer Fernsehproduzent, der für die norwegische öffentlich-rechtliche Rundfunkanstalt Norsk rikskringkasting (NRK) arbeitet.

## Leben
Jon Ola Sand hat über 15 Jahre Arbeitserfahrung mit großen Produktionen und Co-Produktionen für NRK und TV 2 sowie unabhängigen Produktionsfirmen. Er ist Mitglied der International Academy of Television Arts & Sciences und organisierte und produzierte viele unterschiedliche Programme, wie das Friedensnobelpreis-Konzert, den norwegischen Filmpreis und den Melodi Grand Prix, den norwegischen Vorentscheid zum Eurovision Song Contest.
Im Jahr 2010 wurde Sand zum Produktionsleiter (Executive Producer) des Eurovision Song Contest 2010 in Oslo.
Am 26. November 2010 wurde er zum Supervisor des Eurovision Song Contest, nachdem Svante Stockselius von der Funktion zurückgetreten war. Er begann am 1. Januar 2011 offiziell als Supervisor.
Am 30. September 2019 teilte Sand mit, dass er als Supervisor und Leiter von Live-Events der EBU nach dem Eurovision Song Contest 2020 in Rotterdam zurücktreten werde. Der Wettbewerb wurde allerdings wegen der COVID-19-Pandemie abgesagt. Ab dem Junior Eurovision Song Contest 2020 übernahm der Schwede Martin Österdahl seinen Posten. Im September 2019 wurde zudem bekannt, dass Sand erneut für NRK arbeiten solle und als Projektleiter für den Umzug der Rundfunkanstalt in ein neues Gebäude in Oslo zuständig werde.